# Ronon Dex
Ronon Dex a Csillagkapu: Atlantisz című sorozat egyik kitalált szereplője, alakítója Jason Momoa. Ronon a Sateda bolygó lakója volt, mely egy Pegazus-galaxisbeli bolygó, technológialag hasonló szinten a Föld 20. század közepi fejlettségi szintjével. Otthonát utolérte minden fejlett pegazusi civilizáció végzete, amikor lerohanta a Lidérc faj. Amikor Ronon Dex összetalálkozott az atlantiszi expedícióval a 2. évad Az üldözött című epizódjában, az előző hét évet Ronon meneküléssel töltötte. Később csatlakozott az expedícióhoz átvéve Aiden Ford hadnagy helyét John Sheppard csapatában.
Maga Jason Momoa, és még néhányan a szereplők közül is azt mondják, úgy gondolnak Rononra, mint Chewbacca atlantiszi megfelelőjére.

## Szerepe a Csillagkapu: Atlantiszban
Ronon a Sateda bolygóról származik, mely nagyjából a Föld 1930-as évekbeli technológiai fejlettségi szintjén van. Nagyapja olyan betegségben szenvedett, ami az Alzheimer-kórhoz hasonló állapot. Ronon a satedai hadsereg tagja lett, ahol „Specialista” rangig jutott. Közeli kapcsolatban állt egy Melena nevű nővel, akiről Ronon a Vasárnap című epizódban úgy nyilatkozott, „majdnem” a felesége. Nagyjából hét évvel az atlantiszi expedícióval való első találkozása előtt a Lidércek megtámadták Satedát. Ronon hátramaradt Melenéval, de a Lidércek legyőzték a satedai erőket és a szemei előtt ölte meg Melenát egy robbanás. Ronont később foglyul ejtették a támadók, akik ahelyett, hogy táplálkoztak volna belőle, „Menekülővé” változtatták, vagyis egy nyomjelzőt ültettek a hátába és elengedték, hogy vadászhassanak rá.
Rononnak sikerült hét éven át életben maradni, miközben sok új trükköt tanult meg, valamint elhatározta, saját fegyverüket fordítja vissza rájuk és ő fog vadászni támadóira. Egyedi energiafegyvere van, mely piros sugarakat lő ki, ez vagy elkábítja vagy megöli ellenfelét. Ronon karddal is harcol, melynek markolata egy Lidérc állkapcsából készült, és Lidérc hajjal van bevonva, pengéjét egy Lidérc űrhajó anyagából kovácsolták, hüvelye pedig egy Lidérc bőrkabátjából készült. A kaptár című epizódban azt is láthatjuk, hogy Ronon több kést is magával hordoz ruhái közé rejtve vész esetére. Ezek szinte kifogyhatatlan száma időnként komikussá tette a jeleneteket.
Amikor az atlantiszi csapat először találkozik Rononnal a 2. évadban, sikerül eltávolítaniuk hátából a nyomjelzőt. Ronon visszatér velük Atlantiszra, közben megtudja, hogy Satedát teljesen elpusztították a Lidércek. Sheppard helyet kínál Rononnak a csapatában, miután a harcos erre érdemesnek bizonyult rá a tengerészgyalogosok és Teyla elleni küzdelemben is, és fegyverekkel való tapasztalatát is bemutatta. A Szentháromság című részben Ronon megtudja, hogy körülbelül háromszáz satedai társa túlélte a Lidérc pusztítást és más bolygókra menekültek. Később a 3. évadban a harcosnak sikerült bosszút állnia azon a Lidércen, aki „Menekülőt” csinált belőle. A 4. évad Találkozás című epizódjában találkozik három régi satedai barátjával, és komolyan elgondolkodik azon, hogy elhagyja Atlantiszt, míg rá nem jön, hogy barátai Lidérc-imádók lettek. Végül mégis Sheppard csapatával marad, mert „a barátai itt vannak”.
A 4. évad során egy rövid időre Ronon érdeklődést mutat Dr. Jennifer Keller, az expedíció orvosa iránt, ami kölcsönösnek tűnik. Az állomás című epizódban Teal’c érkezik Atlantiszra, hogy kitanítsa Ronont, hogyan álljon helyt az IOA által folytatott beszélgetés során, ő és Teal'c küzdelemben is kipróbálják egymást. Egy órányi intenzív harc után egyenlő ellenfeleknek bizonyulnak. Később egy csapatként küzdenek a Lidércek ellen, akik bejutnak a Csillagkapu Parancsnokságra, ami után az IOA elfogadja Ronon jelenlétét az atlantiszi expedíció tagjai között. A sorozat befejező epizódjában Ronont megölik egy Lidérc kaptárhajó megtámadása során, ami elérte a Föld körüli pályát. A Lidércek felélesztik, hogy kihallgathassák, Sheppard és csapata menti meg őt. Utolsó jelenete a sorozatban, amint a sérült Atlantisz sikeresen landol a Golden Gate híd közelében San Francisco mellett.

### Jelleme
Ronon eleinte egyszerűnek és állatiasnak tűnik, valószínűleg annak köszönhetően, hogy hét éven át vadásztak rá a Lidércek, és szinte teljesen el volt zárva az emberi kapcsolatoktól. Később azonban kiderül róla, hogy nagyon higgadt, kivéve, amikor az ellenséggel néz szembe. Az egyetlen helyzet, amikor Ronon irracionálisan, erőszakosan és lobbanékonyan viselkedik, amikor a Lidércekkel kerül szembe, illetve amikor ő vagy csapatának egy tagja veszélybe kerül. Ronon különösen ellenállónak bizonyult a Lidérc fegyverek ellen, legalább három lövés szükséges őt mozgásképtelenné tenni, míg a legtöbb ember egyetlen lövéstől is öntudatlan lesz. Mogorva külseje és állandóan összevont szemöldöke a megfélemlítést szolgálja. 2007-ben satedai barátja, Rakai, egy tetoválást varrt fel Ronon bal alkarjára.
Ronon mindig komoly arcot vág és mindig ingerültnek tűnik. Azonban Lucius Lavin kábítószerének hatására Ronon is a többiekkel együtt nevetgél Lucius történetein. Ezután csak párszor láthattuk barátságosan viselkedni, amikor megöleli Rodneyt, miután „Menekülőként” szerzett sebhelyeit meggyógyították. Carson Beckettet is megöleli egyszer, miután megmentette az életét és megölte a Lidércet, akivel Rononnak személyes elszámolnivalója volt, bár elsőre úgy tűnt, Beckettet is meg akarja támadni. Kapcsolata John Shepparddal elég közelinek mondható, szinte testvérként érez iránta. Ronon vezette a kutatást, amikor Johnt foglyul ejtette Kolya parancsnok és apja temetésére is elkísérte Johnt a Földre. Ronon egy ideig vonzódott Dr. Kellerhez, bár végül nem lett belőle semmi, később Amelia Banks után kezdett érdeklőni, ami kölcsönös vonzalomnak tűnik.
Csapattársaira mindig vigyáz, még ha nem is mindig tűnik úgy. Amikor Rodney McKay a „Második Gyermekkor” nevű kór áldozatává válik, beismeri Jeannie-nek, hogy nagyon nehéz volt McKay abban az állapotban látnia, majd a parancs ellenére az életét kockáztatta a Lidércek ellen, csak hogy McKay akár egy napra újra a régi önmaga lehessen. Annak ellenére, hogy nem volt túl közeli kapcsolata a csapat korábbi tagjával, Aiden Forddal, McKay egyszer azt állította, Ford a testvéreként gondol Rononra.(Sateda,The shrine)
Szenvedélyesen megveti a Lidérceket, különösen azok után, amit vele és otthonával tettek. Egyszer azt mondta, nem tudja elhagyni a galaxist, amíg az utolsó Lidérc meg nem hal. Ronon típusa meglehetősen hasonlít a vikingekéhez, főként az időnként állatias és harcias viselkedése miatt, néhány alkalommal látjuk kissé oldottabb állapoban, amikor satedai társaival iszik. Bár mindketten harcosok, Ronon nagyon különbözik Teal’ctől, aki a Csillagkapu sorozat során egyre kevésbé volt nyers és civilizáltabbá vált.
Sheppard néhányszor „Chewie”-ként szólította meg Ronont, ami a Star Warsból ismert karakterre, Chewiera utalt.

## Alternatív valóságok
- Egy alternatív valóságban, ahonnan Rod (Rodney McKay megfelelője) a bázisra érkezett, állítása szerint Ronon teljesen hasonló önmagához. (McKay and Mrs. Miller)
- Egy párhuzamos idősíkon, ahol Michael átveszi a galaxis feletti irányítást, Ronon elhagyja az atlantiszi bázist, amikor onnan kivonják a csapatokat. Ekkor kiképezi saját seregét, majd meggyőzi Carter ezredest, hogy adjon nekik C4-et és P90-eseket. Amikor megtámadnak egy Lidérc bázist, Ronon találkozik Toddal. A helyzet úgy hozza, hogy míg Ronon csapata kimenekül a bázisról, Ronon és Todd ott marad, hogy felrobbantsák azt.(Az utolsó ember)
- Egy alternatív valóságban Sheppard és csapata egy alternatív Daedalus fedélzetén éhen halnak.(A Deadalus változatok)

## Érdekességek
Ronon tetoválása valódi. A karakterét alakító Jason Momoa egy Hawaii látogatása során varratta fel a sorozat készítőinek tudta nélkül, így azok kénytelenek voltak beleírni azt a sorozatba, a Találkozás című epizódba.

## Külső hivatkozások
- csillagkapu.hu
- Stargate Wikia
- SyFy